# Live at Universal Amphitheater
Live at Universal Amphitheater – trzynasty solowy (trzeci koncertowy) album Stinga. Nagranie zarejestrowano podczas koncertu w Universal Amphitheatre w Los Angeles, 29 października 1999. Występ odbył się w ramach trasy koncertowej Brand New Day Tour, promującej album Brand New Day.
Płyta została wydana w limitowanym nakładzie i rozesłana do tych uczestników koncertu, którzy wysłali bilet z tamtego wieczoru pod wskazany adres. Album miał być rekompensatą za niedogodności spowodowane filmowaniem wydarzenia. Zarejestrowany w ten sposób materiał znalazł się na DVD The Brand New Day Tour: Live from the Universal Amphitheatre.
Piosenka "Brand New Day" została wykonana z gościnnym udziałem Steviego Wondera na harmonijce ustnej.

## Lista utworów
1. "A Thousand Years"
2. "If You Love Somebody Set Them Free"
3. "Perfect Love... Gone Wrong"
4. "Every Little Thing She Does Is Magic"
5. "Ghost Story"
6. "Brand New Day"
7. "Tomorrow We'll See"
8. "Desert Rose" (featuring Cheb Mami)
9. "Every Breath You Take"
10. "Message in a Bottle"
11. "Fragile"
12. bonus track: Cheb Mami – "Baida"